# Koniczyna kasztanowata
Koniczyna kasztanowata (Trifolium spadiceum L.) – gatunek rośliny wieloletniej z rodziny bobowatych. Występuje w Europie z wyjątkiem jej południowych, zachodnich i północnych krańców oraz w zachodniej Azji po Iran, Kazachstan i zachodnią Syberię. Introdukowany został także w pozostałej części azjatyckiej Rosji, włącznie z Rosyjskim Dalekim Wschodem. W Polsce rośnie na obszarach górskich na południu, poza tym na pojedynczych stanowiskach na wschodzie, głównie w Puszczy Rominckiej i Białowieskiej.

## Morfologia
PokrójRoślina zielna o wzniesionej i słabo rozgałęzionej łodydze osiągającej 10–40 cm wysokości. W dole jest zwykle naga, w górze jest silniej, przylegająco owłosiona. Brak rozet liściowych u nasady pędu.
LiścieTrójlistkowe, wsparte lancetowatymi, zaostrzonymi przylistkami. Liście dolne z długimi ogonkami, górne z krótkimi. Listki nagie, siedzące osiągają do 2 cm długości, są eliptyczne lub odwrotnie jajowate, w przypadku liści dolnych listki są szersze i krótsze. Listki mają 15–25 par nerwów bocznych.
KwiatyKwiaty motylkowe zebrane w gęste główki wyrastające na szczycie łodygi pojedynczo lub po dwie. Główki mają średnicę od 1 do 1,4 cm. Początkowo są jajowate, przekwitając wydłużają się walcowato osiągając do 2 cm długości. Poszczególne kwiatki mają długość 4–5 mm podczas kwitnienia, 5–6 mm podczas owocowania. Kielich jest dzwonkowaty, ma poniżej 1 mm długości, jest nagi, z wyjątkiem orzęsionych ząbków (ząbki dolne są dłuższe od rurki, górne krótsze). Korona jest w czasie kwitnienia są żółta, po przekwitnięciu kasztanowobrunatna. Podłużnie zmarszczony żagielek korony od nasady jest sklepiony. Skrzydełka i łódeczka są od niego krótsze.
OwoceJednonasienne strąki o długości ok. 4-krotnie większej od szyjki.
Gatunek podobnyKoniczyna brunatna T. badium jest byliną z płonnymi rozetami liści u nasady pędu. Poszczególne listki osiągają do 3 cm długości i mają od 20 do 30 par nerwów bocznych. Kwiatostany po przekwitnieniu są co najwyżej jajowate (nie wydłużają się walcowato). Strąki są tylko ok. 2-krotnie dłuższe od szyjki słupka.

## Biologia i ekologia
Roślina jednoroczna. Kwitnie w lipcu i sierpniu. Rośnie na mokrych, torfiastych łąkach, na polanach leśnych i w widnych lasach. W polskich górach sięga po regiel górny (w Tatrach do 1400 m n.p.m.).